# 章綸 (正統乙丑進士)
章綸（1416年—？），字絲綸，號訥庵，直隸安慶府桐城縣人，軍籍。明朝政治人物。進士出身。

## 生平
應天府鄉試第二十九名。正統十年（1445年）乙丑科會試第九十四名，殿試登進士第二甲第四名。授戶科給事中，謫應州判，擢知本州，陞湖廣武昌府知府，改福建南安府。官至參政。

## 家族
曾祖章祥卿。祖父章彥和。父亲章文煥。